# Hans Diem
Hans Diem (* 1. März 1949) ist ein Politiker (SVP). Er war von 1998 bis 2013 Regierungsrat des Schweizer Kantons Appenzell Ausserrhoden. Von 2011 bis 2013 war er zudem Landammann (Regierungspräsident). Er leitete das Departement Sicherheit und Justiz (heute: Departement Inneres und Sicherheit).